# Ulica Andrzeja Komonieckiego w Żywcu
Ulica Komonieckiego – ulica w Żywcu, we wschodniej części Śródmieścia. Biegnie od Rynku do skrzyżowania z ulicami Potockiego i Dębową, odkąd przechodzi w ulicę Moszczanicką.
Na całej długości ulica ma status drogi powiatowej.
Na odcinku od Rynku do Alei Piłsudskiego ruch odbywa się tylko w kierunku Moszczanicy, dalej ul. Komonieckiego jest drogą dwukierunkową.
Stanowi jedną z głównych arterii komunikacyjnych dzielnicy, łączy centrum miasta z Osiedlem Góra Burgałowska oraz południową częścią dzielnicy Moszczanica, a także z wsią Rychwałd.
U wlotu ul. Komonieckiego do Rynku w 1936 roku otwarto pierwsze w Żywcu Muzeum Miejskie.
Po zakończeniu działań wojennych po prawej stronie ul. Komonieckiego poniżej cmentarza (obecnie teren ogródka jordanowskiego przy Osiedlu Młodych), a potem na placu po dawnych stodołach miejskich po stronie lewej, w każdą środę odbywały się targi (przeniesione z Rynku, gdzie odbywały się do 1939 roku). Plac targowy funkcjonował do początku XXI wieku, kiedy to został zamknięty, a jarmark przeniesiono na ul. Żeromskiego w miejsce dawnego Przedsiębiorstwo Budownictwa Ogólnego "Oświęcim". Pozostałością po istnieniu placu targowego jest nazwa przystanku autobusowego Targowica, który znajduje się naprzeciwko dawnego targowiska, nieopodal skrzyżowania ul. Komonieckiego z al. Piłsudskiego.
Przy ulicy położony jest Kościół Przemienienia Pańskiego z największym w mieście cmentarzem, a także sklep sieci  Lidl oraz stacja benzynowa BP.
Ulicą kursują autobusy komunikacji miejskiej linii 4, 7, 14, 16 i 17 (trzy przystanki), a także autobusy PKS Żywiec jadące w stronę Rychwałdu.